# Nephrotoma fumiscutellata
Nephrotoma fumiscutellata är en tvåvingeart som beskrevs av Alexander 1935. Nephrotoma fumiscutellata ingår i släktet Nephrotoma och familjen storharkrankar. Inga underarter finns listade i Catalogue of Life.